# Riegersberg
Riegersberg est une ancienne commune autrichienne du district de Hartberg en Styrie.